# Caroline De Mulder
Œuvres principales
- Manger Bambi

Caroline De Mulder, née le 7 août 1976 à Gand, est une auteure belge de langue française.
Elle réside à la fois à Paris et à Namur où elle est chargée de plusieurs cours de littérature aux facultés universitaires Notre-Dame de la Paix.

## Biographie
Caroline De Mulder naît à Gand en 1976. Élevée en néerlandais par ses parents, elle alterne ensuite des études en français et en néerlandais : primaires à Mouscron, secondaires à Courtrai, philologie romane à Namur, puis à Gand et à Paris VII - Diderot et enfin une thèse, sur le poète Leconte de Lisle, à Gand. L'auteur, qui aime dire avoir deux langues maternelles, a donc appris à parler en néerlandais et à lire en français. À l'UNamur, elle est membre du Groupe de recherche en littérature générale et comparée. En 2023, elle rejoint aussi l’équipe du seul master en création littéraire de Belgique francophone à l'École nationale supérieure des arts visuels de La Cambre
En novembre 2010, son premier roman Ego Tango, consacré au milieu du tango parisien (milieu qu'elle a elle-même fréquenté assidûment), lui vaut d'être sélectionnée avec quatre autres écrivains pour la finale du prix Victor Rossel 2010. Elle est la cadette de la sélection, entourée d'écrivains accomplis. Le 1er décembre 2010, elle remporte le prix Victor Rossel, qui lui est décerné au palais des Académies par Tonino Benacquista.
Elle se classe en trente-deuxième position dans la liste des Belges de l'année 2010, à égalité avec la femme politique Joëlle Milquet et Yvon Toussaint, ancien directeur du journal Le Soir, « pour sa plume et son identité bilingue ». En 2011, elle fait également partie des cent personnalités féminines invitées au Sénat pour y célébrer les cent ans de la Journée de la femme.
À l'occasion de la 41e édition de la Foire du livre de Bruxelles, elle participe (avec les écrivains Ariane Le Fort, Claire Castillon, Nadine Monfils et Françoise Lalande et l'illustrateur Pierre Kroll) au tome 5 de Compartiment auteurs, recueil de nouvelles édité par la Société nationale des chemins de fer belges. Une nouvelle inédite de Caroline De Mulder a donc été proposée le 10 février 2011 à 20 000 navetteurs et distribuée dans les principales gares de Wallonie. Le recueil a en outre été distribué gratuitement au cours de la Foire du livre et proposé au téléchargement. En février 2013, elle participe avec sept autres auteurs à l'ouvrage collectif Feuilleton, coédité par les éditions Le Bord de l'eau (collection « La Muette ») et la Maison des auteurs.
Elle publie en février 2012 un premier essai : Libido sciendi : Le Savant, le Désir, la Femme, aux éditions du Seuil. La même année, elle publie également un second roman (Nous les bêtes traquées, aux éditions Champ Vallon) lors de la rentrée littéraire.
Elle obtient en 2018 le prix Auguste-Michot pour son roman Calcaire, paru l'année précédente aux éditions Actes Sud. Ce prix distingue une œuvre célébrant « les beautés de la terre de Flandre ». La parution de son cinquième roman Manger Bambi était programmée pour le 2 avril 2020 dans la collection « La Noire » aux éditions Gallimard mais a été reportée à cause de la pandémie de Covid-19. Ce livre est sorti en janvier 2021 et, dans les mois qui suivent, remporte deux prix littéraires : le prix Transfuge du meilleur polar francophone et le prix Sade (ex æquo avec Princesse Johanna de Léo Barthe). Il est également finaliste de la première édition du prix Découverte – Claude Mesplède.
En tant qu'universitaire, Caroline De Mulder a contribué à de nombreuses revues ou ouvrages collectifs, dont la Revue d'histoire littéraire de la France et la revue Art Press 2.

## Œuvres

### Romans
- Ego Tango, Champ Vallon, 2010  (ISBN 978-2-87673-533-0)Réédition, Actes Sud, coll. « Babel » no 1298  (ISBN 978-2-33-004862-4)
- Nous les bêtes traquées, Champ Vallon, 2012  (ISBN 978-2-87673-627-6)
- Bye Bye Elvis, Actes Sud, 2014  (ISBN 978-2-330-03594-5)
- Calcaire, Actes Sud, coll. « Actes noirs », 2017  (ISBN 978-2-330-07333-6)
- Manger Bambi, Gallimard, 2021  (ISBN 978-2-07-289349-0)Réédition, Gallimard, coll. « Folio policier » no 972  (ISBN 978-2-07-296557-9)
- La pouponnière d'Himmler, Gallimard, 2024  (ISBN 978-2073035455)

### Nouvelles
- « Bartel a des ailes », dans Compartiment auteurs, Foire du livre de Bruxelles, SNCB, 2011, p. 21-29.
- « Dries dort au champ d'honneur », Pylône magazine, no 8 « Qu'est-ce que le contemporain »,‎ 2012, p. 220-222.

### Essai
- Libido sciendi : Le Savant, le Désir, la Femme[20], Seuil, 2012

## Prix et distinctions
- Prix Victor-Rossel 2010 pour Ego Tango
- Prix Auguste-Michot 2018 pour Calcaire
- Prix Transfuge du meilleur polar francophone 2021 pour Manger Bambi
- Prix Sade 2021 pour Manger Bambi